# James Halliday
James „Jim“ Halliday (* 19. Januar 1918 in Farnworth, Greater Manchester; † 6. Juni 2007) war ein englischer Gewichtheber.

## Werdegang
Jim Halliday, wie er allgemein genannt wurde, begann 1938 mit dem Gewichtheben, musste aber schon bald in den Zweiten Weltkrieg ziehen. Dort kämpfte er in Ostasien und geriet in japanische Kriegsgefangenschaft. Nach seiner Entlassung begann er wieder mit dem Gewichtheben und startete bei den Olympischen Spielen 1948 in London. Er gewann dort eine Bronzemedaille. Bei den British Empire Games 1950 und 1954 belegte er in seiner Gewichtsklasse jeweils den ersten Platz. Bei den Olympischen Spielen 1952 in Helsinki schied er durch einen Totalversager im Stoßen unplatziert aus. Er beteiligte sich bei keinen weiteren internationalen Meisterschaften.
Jim Halliday lebte hochbetagt in Farnworth, einem Stadtteil von Bolton. Er erwarb sich nach seiner aktiven Laufbahn viele Verdienste als Jugendbetreuer und Trainer in Jugendclubs und Sportvereinen. Im März 2005 erhielt er dafür vom Stadtrat von Bolton eine hohe Auszeichnung.

## Internationale Erfolge
- 1948, Bronzemedaille, Olympische Spiele in London, Leichtgewicht, mit 340 kg, hinter Attia Hamouda, Ägypten, 360 kg und Mohamed Masoud, Ägypten, 360 kg;
- 1950, 1. Platz, British Empire Games, Leichtgewicht, mit 345 kg, vor Tong Saw Pak, Malaya, 335 kg und Vern Barberis, Australien, 330 kg;
- 1954, 1. Platz, British Empire and Commonwealth Games, Mittelgewicht, mit 362,5 kg, vor De Freitas, Trinidad und Tobago, 345 kg

## Nationale Erfolge
Jim Halliday war mehrfacher britischer Meister im Leicht- und Mittelgewicht.